# 沃德尼基
49°4′33″N 24°48′32″E / 49.07583°N 24.80889°E
沃德尼基（烏克蘭語：Водники），是烏克蘭西部的村莊，隸屬伊萬諾-弗蘭科夫斯克州的伊萬諾-弗蘭科夫斯克區。該村面積9.2平方公里，2001年人口502，人口密度每平方公里54.5人。